# Haplostomella malacocera
Haplostomella malacocera – gatunek widłonoga z rodziny Botryllophilidae. Nazwa naukowa tego gatunku skorupiaków została opublikowana w 1924 roku przez francuskich zoologów Edouarda Chattona i Hervé'a Haranta.